# Coulomb-ütközés
A Coulomb-ütközés egy kétrészecskés, rugalmas ütközés két töltött részecske között, melyek a saját elektromos terükön keresztül hatnak kölcsön. Ez az ütközésfajta főleg plazmákban fordul elő, ahol a részecskék tipikus kinetikus energiája túl nagy ahhoz, hogy egy-egy ütközés során a kölcsönható részecskék pályája jelentősen megváltozzon, így több ütközés együttes hatását szokták vizsgálni.
A magot a hosszú hatótávolságú elektrosztatikus taszítás (Coulomb-erő) bomlasztja (p-p), távolság négyzetével fordított arányban változik. Kvantumos jellegű modell egyik alapelve szerint, az elektron az atommag körül körpályán mozog a klasszikus mechanika törvényei szerint (centripetális erőt a Coulomb-erő szolgáltatja). 
A töltött részecskék – az elektron kivételével – az anyagon áthatolva elsősorban az atomok elektronjaival ütközve a Coulomb-kölcsönhatáson keresztül veszítenek az energiájukból.
Az ionokat a kristályrácsban Coulomb-féle elektrosztatikus vonzóerők kapcsolják össze. 